# TAEYANG RISE TOUR
《TAEYANG RISE TOUR》는 태양의 첫 월드 투어로 2014년부터 2015년까지 9개 국가의 16개 도시에서 공연하였다. 이 투어는 그의 두번째 솔로 앨범 〈RISE〉 발표 이후 개최되었다.

## 투어 일정
| 날짜                                | 도시                                | 국가                                | 장소                                | 관객 수                             |
| 일본: SOL Japan Concert Tour [Rise] | 일본: SOL Japan Concert Tour [Rise] | 일본: SOL Japan Concert Tour [Rise] | 일본: SOL Japan Concert Tour [Rise] | 일본: SOL Japan Concert Tour [Rise] |
| ----------------------------------- | ----------------------------------- | ----------------------------------- | ----------------------------------- | ----------------------------------- |
| 2014년 8월 12일                     | 대판                                | 일본                                | 오사카 국제 컨벤션 센터             | 통산 70,000명                       |
| 2014년 8월 13일                     | 대판                                | 일본                                | 오사카 국제 컨벤션 센터             | 통산 70,000명                       |
| 2014년 8월 17일                     | 횡빈                                | 일본                                | 파시피코 요코하마                   | 통산 70,000명                       |
| 2014년 8월 18일                     | 횡빈                                | 일본                                | 파시피코 요코하마                   | 통산 70,000명                       |
| 2014년 8월 20일                     | 신호                                | 일본                                | 고베 인터내셔널 하우스              | 통산 70,000명                       |
| 2014년 8월 21일                     | 신호                                | 일본                                | 고베 인터내셔널 하우스              | 통산 70,000명                       |
| 2014년 8월 23일                     | 복강                                | 일본                                | 후쿠오카 선 팰리스                  | 통산 70,000명                       |
| 2014년 8월 24일                     | 복강                                | 일본                                | 후쿠오카 선 팰리스                  | 통산 70,000명                       |
| 2014년 8월 26일                     | 빈송                                | 일본                                | 하마마쓰 액트 시티                  | 통산 70,000명                       |
| 2014년 8월 27일                     | 동경                                | 일본                                | 도쿄 국제 포럼                      | 통산 70,000명                       |
| 2014년 9월 1일                      | 횡빈                                | 일본                                | 파시피코 요코하마                   | 통산 70,000명                       |
| 2014년 9월 3일                      | 대판                                | 일본                                | 오사카 성 홀                        | 통산 70,000명                       |
| 2014년 9월 4일                      | 대판                                | 일본                                | 오사카 성 홀                        | 통산 70,000명                       |
| 대한민국: Rise Seoul Concert Series |                                     |                                     |                                     |                                     |
| 2014년 10월 10일                    | 서울                                | 대한민국                            | 올림픽공원 올림픽 홀                | 통산 12,000명                       |
| 2014년 10월 11일                    | 서울                                | 대한민국                            | 올림픽공원 올림픽 홀                | 통산 12,000명                       |
| 2014년 10월 12일                    | 서울                                | 대한민국                            | 올림픽공원 올림픽 홀                | 통산 12,000명                       |
| 아시아: Rise World Tour             |                                     |                                     |                                     |                                     |
| 2015년 1월 10일                     | 홍콩                                | 중국                                | 아시아 월드 아레나                  | 4,200명                             |
| 2015년 1월 24일                     | 상해                                | 중국                                | 상해 대무대                         | 3,500명                             |
| 2015년 1월 28일                     | 광주                                | 중국                                | 광저우 체육관                       | 3,000명                             |
| 2015년 1월 31일                     | 북경                                | 중국                                | 베이징 전시회장                     | 3,000명                             |
| 2015년 2월 7일                      | 쿠알라룸푸르                        | 말레이시아                          | 쿠알라룸푸르 국립 체육관            | 4,200명                             |
| 2015년 2월 8일                      | 싱가포르                            | 싱가포르                            | 싱가포르 엑스포 홀                  | 4,000명                             |
| 2015년 2월 14일                     | 자카르타                            | 인도네시아                          | 자카르타 스포츠 경기장              | 8,000명                             |
| 2015년 2월 21일                     | 방콕                                | 태국                                | 썬더 돔                             | 10,000명                            |
| 2015년 3월 1일                      | 대북                                | 중국                                | 티팩 체육관                         | 10,000명                            |
| 합계                                | 합계                                | 합계                                | 합계                                | 통산 117,400명                      |

## 세트 리스트
- Opening VCR (RISE) -
- 아름다워 (Body)
- Superstar
- Move

- Solar Intro -
- 나만 바라봐
- 웨딩드레스 (Wedding Dress)
- I Need a Girl
- EYES, NOSE, LIPS

- Ment -
- 이게 아닌데
- 링가 링가 (RINGA LINGA)
- Break Down
- 1AM
- Stay With Me

- Ment -
- 버리고

- Ment -
- Love You To Death

- Encore -
- BAD BOYJapanese Ver.
- FANTASTIC BABYJapanese Ver.

- Double Encore -
- 링가 링가 (RINGA LINGA)
- 1AM
- 눈, 코, 입

- Opening VCR (RISE) -
- 아름다워 (Body)
- Superstar

- Ment -
- Move

- Solar Intro -
- 나만 바라봐
- 웨딩드레스 (Wedding Dress)
- I Need a Girl
- 눈, 코, 입

- Ment -
- 이게 아닌데
- 링가 링가 (RINGA LINGA)
- Break Down
- 새벽 한 시
- Stay With Me

- Ment -
- 버리고

- Ment -
- Love You To Death

- Encore -
- BAD BOY
- FANTASTIC BABY

- Double Encore -
- 링가 링가 (RINGA LINGA)
- 새벽 한 시
- 눈, 코, 입